# Marqués de la Fuensanta (Palma de Mallorca)
Marqués de la Fuensanta (en catalán Marquès de la Fontsanta) es un barrio del Distrito Norte de Palma de Mallorca, Islas Baleares, España.
Limita con los barrios de El Mercado, Plaza de Toros, Archiduque, Los Hostalets, Son Canals y Pedro Garau.
Contaba a 2007 con una población de 6.097 habitantes.
- Datos: Q64867061